# Supercopa Turca de Voleibol Feminino de 2011
A Supercopa Turca de Voleibol Feminino de 2011 foi a terceira edição desta competição organizada pela  FTV. Participaram do torneio duas equipes, os campeões da Liga A Turca e da Copa da Turquia.

## Sistema de disputa
O Campeonato foi disputado em um jogo único.

## Equipes participantes
Equipes que disputaram a Supercopa de Voleibol de 2011:
| Equipe        | Cidade   | Qualificação                       | Última participação                          |
| ------------- | -------- | ---------------------------------- | -------------------------------------------- |
| Fenerbahçe SK | Istambul | Campeão da Liga A Turca 2010–11    | Supercopa Turca de Voleibol Feminino de 2010 |
| Eczacıbaşı SK | Istambul | Campeão da Copa da Turquia 2010-11 | Supercopa Turca de Voleibol Feminino de 2009 |

## Resultado
| 9 de outubro de 2011 17:30 Relatório | Eczacıbaşı SK | 3 — 1                   | Fenerbahçe SK | TVF Başkent Voleybol Salonu, Ankara Árbitro(s): TUR Nihat Ermihan TUR Mehmet Demirdelen |
| 9 de outubro de 2011 17:30 Relatório | 25 15 25      | Set 1 Set 2 Set 3 Set 4 | 15 23 25 19   | TVF Başkent Voleybol Salonu, Ankara Árbitro(s): TUR Nihat Ermihan TUR Mehmet Demirdelen |

## Premiações
| Supercopa Masculina de 2011       |
| Turquia                           |
| --------------------------------- |
| Eczacıbaşı SK Campeão (1º título) |